# Kvarngöl (Dalhems socken, Småland)
Kvarngöl är en sjö i Västerviks kommun i Småland och ingår i Botorpsströmmens huvudavrinningsområde.